# Деян
Дея̀н е българско име. Означава „деен“, „човек, който работи, действа“, „енергичен“. Възможно е да произхожда и от глагола „деяна“, т.е. „издържам“, „понасям“ – „трудещ се“, „правещ“, „действащ“.
Деян празнува имен ден на 24 юни, Еньовден. Но също така най-съответстващо е името на Св. преподобна девица Евпраксия, в превод от гръцки щастие, добро деяние. Чества се на 25 юни от православната църква. 